# Altium Designer
Altium Designer — комплексна система автоматизованого проєктування (САПР) радіоелектронних засобів (РЕЗ), розроблена австралійською компанією Altium Limited.
Дозволяє проєктувати друковані плати у тривимірному вигляді, а також обмінюватись інформацією з механічними САП (SolidWorks, Pro/ENGINEER та ін.)

## Редактор схем
Модуль редактора схем дозволяє створювати схеми зі складною ієрархічною будовою та проводити аналогове і цифрове моделювання, включає:
- Менеджер бібліотек
- Редактор схем (розміщення компонента, редагування з'єднань та декларацію правил для редактора PCB)
- SPICE моделювання

## Редактор друкованих плат
Модуль редактора друкованих плат дозволяє:
- Менеджер бібліотек
- Ручне трасування провідників, з підтримкою диференційних пар
- Автоматичне трасування провідників

## Засоби для проєктуванняПЛІС
Засоби проєктування FPGA інтегровані в «Altium designer» дозволяють:
- Синхронізація FPGA та схем
- VHDL моделювання і відладка [2]